# Perla Majestic
Perla Majestic este o companie hotelieră din România.
Compania are în portofoliu hotelurile Perla și Majestic din Mamaia.
Perla Majestic Mamaia face parte din grupul de firme din domeniul turistic controlate de Spring Time Holding.
În afară de cele două hoteluri din Mamaia, holdingul are în portofoliu hotelul Select din Mamaia, hotelurile Majestic din Olimp, respectiv Jupiter, Hebe din Sângeorz-Băi și un complex de apartamente în Năvodari (Coral Beach), precum și hotelurile Phoenicia Grand, Phoenicia Express și Phoenicia Comfort din București.
Compania este controlată de omul de afaceri de origine libaneză Mohammad Murad care mai controlează pe lângă grupul Perla Majestic și lanțul de restaurante Spring Time, producătorul de pateuri Mandy și alte afaceri în construcții.
Cifra de afaceri:
- 2007: 14,4 milioane lei (4,3 milioane euro)[1]
- 2006: 12,2 milioane[3]

Venit net:
- 2007: 1,9 milioane lei[1]
- 2006: 4,2 milioane lei[3]